# Drosophila kanapiae
Drosophila kanapiae este o specie de muște din genul Drosophila, familia Drosophilidae, descrisă de Bock și Wheeler în anul 1972.
Este endemică în Filipine. Conform Catalogue of Life specia Drosophila kanapiae nu are subspecii cunoscute.